# Gokana (Nigeria)
Gokana est une zone de gouvernement local et un royaume traditionnel de l'État de Rivers au Nigeria,. Son roi porte le titre de Gbere Mene.